# Liste du patrimoine culturel immatériel de l'humanité en Bosnie-Herzégovine
Cet article recense les pratiques inscrites au patrimoine culturel immatériel en Bosnie-Herzégovine.

## Statistiques
La Bosnie-Herzégovine a ratifié la convention pour la sauvegarde du patrimoine culturel immatériel le 23 février 2009. La première pratique protégée est inscrite en 2014.
En 2024, la Bosnie-Herzégovine compte 6 éléments inscrits au patrimoine culturel immatériel, tous sur la liste représentative.

## Listes

### Liste représentative
L'élément suivant est inscrit sur la liste représentative du patrimoine culturel immatériel de l'humanité :
| Élément                                                    | Type | Subdivision   | Année | Lien  | Notes                                                                                               | Illus. |
| ---------------------------------------------------------- | --- | ------------- | ----- | ----- | --------------------------------------------------------------------------------------------------- | ------ |
| La broderie de Zmijanje                                    | savoir-faire liés à l’artisanat traditionnel                                                                   | Zmijanje (bs) | 2014  | 00990 | |        |
| La sculpture sur bois à Konjic                             | savoir-faire liés à l’artisanat traditionnel                                                                   | Konjic        | 2017  | 01288 | |        |
| La cueillette de la germandrée sur le mont Ozren           | connaissances et pratiques concernant la nature et l'univers                                                   | Ozren         | 2018  | 01289 | |        |
| La tradition du concours de fauchage d'herbe (hr) à Kupres | pratiques sociales, rituels et événements festifs connaissances et pratiques concernant la nature et l'univers | Kupres        | 2020  | 01512 | |        |
| Les traditions d'élevage des chevaux Lipizzan              | connaissances et pratiques concernant la nature et l'univers                                                   |               | 2022  | 01687 | Partagé avec l'Autriche, la Croatie, la Hongrie, l'Italie, la Roumanie, la Slovaquie et la Slovénie |        |
| La sevdalinka, chant folklorique urbain traditionnel       | traditions et expressions orales arts du spectacle pratiques sociales, rituels et événements festifs           |               | 2024  | 01872 | |        |

### Patrimoine immatériel nécessitant une sauvegarde urgente
La Bosnie-Herzégovine ne compte aucun élément listé sur la liste du patrimoine immatériel nécessitant une sauvegarde urgente.

### Registre des meilleures pratiques de sauvegarde
La Bosnie-Herzégovine ne compte aucune pratique listée au registre des meilleures pratiques de sauvegarde.